# Кікіш
Кікіш (рум. Chichiș) — село у повіті Ковасна в Румунії. Адміністративний центр комуни Кікіш.
Село розташоване на відстані 150 км на північ від Бухареста, 10 км на південь від Сфинту-Георге, 19 км на північний схід від Брашова.

## Населення
За даними перепису населення 2002 року у селі проживали 1075 осіб.
Національний склад населення села:
| Національність | Кількість осіб | Відсоток |
| -------------- | -------------- | -------- |
| угорці         | 857            | 79,7%    |
| румуни         | 197            | 18,3%    |
| цигани         | 19             | 1,8%     |

Рідною мовою назвали:
| Мова      | Кількість осіб | Відсоток |
| --------- | -------------- | -------- |
| угорська  | 885            | 82,3%    |
| румунська | 189            | 17,6%    |